# Pod gwiazdą frygijską
Pod gwiazdą frygijską – polski film fabularny z 1954 roku. Film jest kontynuacją filmu Celuloza z 1953 roku. Zrealizowany został na podstawie powieści Pamiątka z Celulozy Igora Newerlego. Zdjęcia do filmu kręcono m.in. we włocławskiej Celulozie.

## Treść
Film ukazuje dalsze losy Szczęsnego, głównego bohatera filmu Celuloza.
Na fabułę składają się walki działaczy KPP z reżimem sanacyjnym. W tym manifestacje uliczne, tajne drukarnie, demaskowanie prowokatorów oraz ich likwidacja itd. Drugim równoległym wątkiem jest miłość Szczęsnego i działaczki partyjnej Madzi.

## Obsada
- Józef Nowak – Szczęsny
- Lucyna Winnicka – Magda
- Stanisław Jasiukiewicz – Bolesław Gąbiński, robotnik w "Celulozie", donosiciel policji
- Zofia Perczyńska – Kachna, siostra Szczęsnego
- Stanisław Milski – ojciec Szczęsnego
- Bronisław Pawlik – Leon Krusiewicz